# Паралелно објектно-оријентисано програмирање
Истовремено објектно оријентисано програмирањеје парадигма програмирања која комбинује објектно-оријентисано програмирање (ООП), заједно са паралелним. Док бројни програмски језици, као што су Јава, комбинују ООП са механизмима паралелности као нити, израз "паралелно објектно оријентисано програмирање" првенствено се односи на системе у којима објекти сами представљају паралелне примитиве, као када су објекти у комбинацији са глумцем моделом.